# CATOBAR

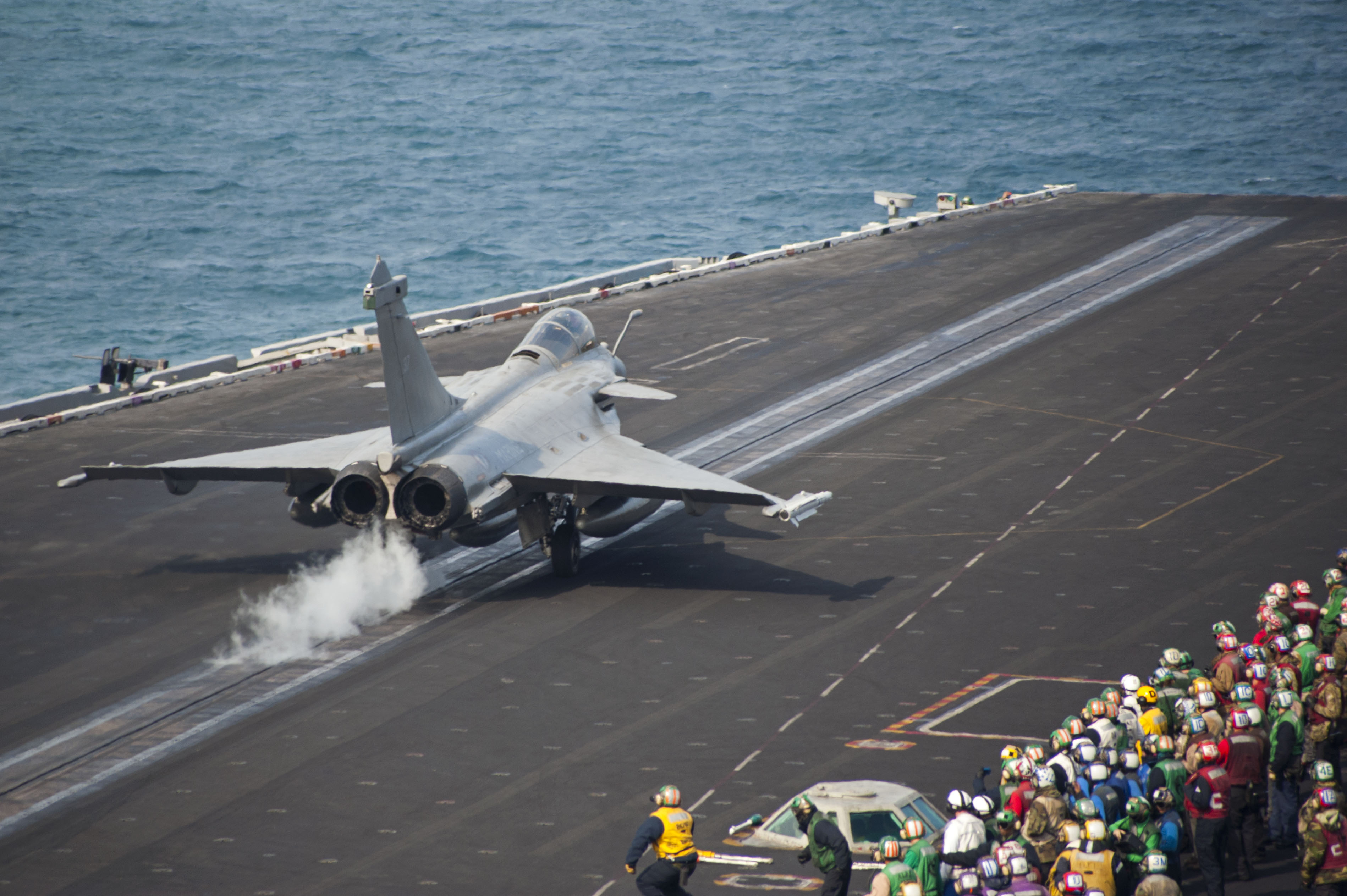
Catapulta em um porta-aviões.

CATOBAR (acrónimo em inglês para Catapult Assisted Take-Off But Arrested Recovery), em português Decolagem Assistida por Catapulta e Recuperação por Cabo de Arresto, é o sistema utilizado para lançamento e decolagem de aeronaves a partir do convés de porta-aviões. Por essa técnica, lança-se o avião utilizando uma catapulta de decolagem e pousa-se sobre a embarcação (a fase de recuperação) com o uso de cabos de arresto.
Embora esse sistema seja mais custoso que métodos aeronavais alternativos, providencia maior flexibilidade em operações de navios-aeródromos, pois permite à embarcação de guerra a carga de aviões convencionais, que não conseguem pousar verticalmente. Os métodos alternativos de lançamento e recuperação de aeronaves somente podem usar aviões com capacidade STOVL ou STOBAR.
Há dois tipos de catapultas de decolagem: a catapulta convencional de correntes de vapor e o sistema de lançamento eletromagnético de aeronaves.
Apenas dois países contam com porta-aviões dotados com esse sistema:
 França
- Charles de Gaulle (R-91)

 Estados Unidos
- Classe Nimitz
- Classe Gerald R. Ford